# Омикрон
, ο (название: омикро́н, греч. όμικρον, др.-греч. ὂ μικρόν) — 15-я буква греческого алфавита. В системе греческой алфавитной записи чисел имеет числовое значение 70. Происходит от финикийской буквы 𐤏 — аин. От буквы омикрон произошли латинская буква O и кириллическая О (опосредованно также и Ю).
Древнегреческая форма названия «ὂ μικρόν» дословно обозначает «малое „о“», в отличие от «большого „о“», то есть омеги (Ω).

## Использование
В древнегреческом языке буква омикрон передавала звук [o], а в новогреческом передаёт звук [o̞].
Другие варианты использования
- В астрономии используется для обозначения пятнадцатой по яркости звезды в созвездии, например, омикрон Андромеды, омикрон Кита, омикрон Персея.
- В период пандемии COVID-19 используется для обозначения омикрон-штамма нового коронавируса[1].
- В статье Дональда Кнута предлагается название «большое омикрон» (англ. Big Omicron) для асимптотической оценки сложности алгоритма сверху[2][значимость факта?] («O» большое).